# Acanthops soukana
Acanthops soukana är en bönsyrseart som beskrevs av Roger Roy 2002. Acanthops soukana ingår i släktet Acanthops och familjen Acanthopidae. Inga underarter finns listade i Catalogue of Life.